# 詹宜典
詹宜典（1993年7月29日—）是台灣彰化縣出身的圍棋棋士。國立中興大學應用經濟學系畢業，現為海峰棋院職業四段圍棋棋士。

## 簡歷
小学一年级开始学围棋，师从陈青琴老师，小學五年級搬家至彰化員林後，開始自學，其後來加入過一期的中區少年隊，得到諸多老師的指點。后来转而网路上练棋，网名papami，中文翻译过来为趴趴米。
原為中華民國圍棋協會業餘7段，日本棋院業餘8段之業餘棋手。2021年經台灣棋院第八屆第三次董事會決議，考量其為2014年與2018年兩度獲得世界業餘圍棋大賽冠軍及2022杭州亞運第二階段培訓選手等資歷，晉升職業三段。2025年5月晉升職業四段。
妻子為職業棋士黨希昀三段。

## 主要戰績
- 2014年世界业余围棋锦标赛冠軍[4][5][6]
- 2016年第三届百灵杯世界围棋公开赛預選賽第7組準決賽[7]
- 2018年世界业余围棋锦标赛冠軍[8][9]
- 2021年世界业余围棋锦标赛亞軍

## 外部連結
- 趴趴米的圍棋天地的Facebook專頁